# ザムトゲマインデ・ボフツェン
ザムトゲマインデ・ボフツェン (ドイツ語: Samtgemeinde Boffzen) は、ドイツ連邦共和国ニーダーザクセン州ホルツミンデン郡の4つの市町村で形成されるザムトゲマインデ（集合自治体）である。

## 地理

### 位置
ザムトゲマインデ・ボフツェンはホルツミンデン郡の南端部を形成し、長さ15 km にわたってヴェーザー川東岸に沿っている。ヴェーザー川はここではノルトライン＝ヴェストファーレン州との州境をなしている。ニーダーザクセン州、ノルトライン＝ヴェストファーレン州、ヘッセン州の三州境界は南に数 km しか離れていない。このザムトゲマインデは、デーレンタールによって遠くゾリングにまで達する。
ヴェーザー川対岸のヘクスターへは 2 km しか離れていない。

### ザムトゲマインデの構成
ボフツェン、フュルステンベルク、ラウエンフェルデ（マインブレクセン集落を含む）、デーレンタールがこのザムトゲマインデに属す。

## 歴史
1973年1月1日、ニーダーザクセン州の地域再編によりザムトゲマインデ・ボフツェンが創設された。マインブレクセン、フュルステンベルク、ラウエンフェルデ、デーレンタール、ボフツェンが参加した。1971年の提案ではノイハウス・イム・ゾリングとジルバーボルンも含まれていた。ノイハウスとジルバーボルンはホルツミンデン市に合併した。新しいザムトゲマインデの名前と本部所在地に関する議論が残っていた。それまでノルトハイム郡に属していたラウエンフェルデに本部を置き、ザムトゲマインデ名とすることにはボフツェンが難色を示し、「ザムトゲマインデ・シュロスベルク」という名称を提案した。ボフツェンはさらにもう一つ「ザムトゲマインデ・ゾリングトーア」という名称も提案していた。しかし、それぞれの町村議会で投票を行った結果は「ザムトゲマインデ・ボフツェン」とするものであった。
ザムトゲマインデを市町村合併しアインハイツゲマインデ（単一自治体）とすることで年間約125,000ユーロの節約になるという見積もりに基づき、行政当局は2008年から単一自治体への転換を計画している。これが実現した際には参加自治体であるデーレンタール、ボフツェン、フュルステンベルク、ラウエンフェルデは解消され、地区議会あるいは地区長の決定権は制限されることとなる。2009年9月27日の連邦議会議員選挙と同時に行われた住民投票でマインブレクセンを含むラウエンフェルデの住民は、63.91%が近隣町村との合併に賛成票を投じた。

## 行政

### 議会
このザムトゲマインデの議会は 20議席からなる。

### 首長
ザムトゲマインデ長はティーモ・ヴェンケル（無所属）である。

## 文化と見所

### 博物館
- フュルステンベルク城の陶磁器博物館。フュルステンベルク陶磁器製造に属している。
- ボフツェン・ガラス博物館。この中にはヘルマン・ヘッベルが企画した常設展示「上級猟場監督官ヨハン・ゲオルク・フォン・ランゲンの1699年から1776年の生涯と仕事」も見ることができる。

## 経済と社会資本
デーレンタールやフュルステンベルクは州内で知られた保養地であり、観光業はこのザムトゲマインデにとって重要な経済因子である。ヴェーザー川の蒸気船はアトラクションとなっており、その川岸には自転車道が通っている。
1866年にボフツェンのバルトリング & Co.が設立された。その翌年にグラスファブリーク・シュタインブライテ・バイ・ヘクスター・シュミット & ヴィッテと改名され、さらに1874年にこの会社はノエレ & フォン・カムペ・グラスヒュッテ・ビュックフェルトという社号で活動した。1896年にガラス工場が拡張され、1934年から現在のノエレ & フォン・カムペ・グラスヒュッテ GmbH という名称でガラス容器の製造を行っている。

## 引用
1. ↑  Landesamt für Statistik Niedersachsen, LSN-Online Regionaldatenbank, Tabelle A100001G: Fortschreibung des Bevölkerungsstandes, Stand 31. Dezember 2023